# Kavain
Kavain je organická sloučenina patřící mezi laktony; vyskytuje se v kořenech pepřovníku opojného.

## Účinky
Kavain poůsobí jako antikonvulzivum, omezuje stahy hladké svaloviny působením na Na+ a Ca2+ kanály. Mechanismy řízení tohoto účinku a anxiolytických a analgetických účinků kavalaktonů na centrální nervovou soustavu nejsou známy. Objev schopnosti kavainu reverzibilně inhibovat monoaminoxidázy A i B naznačuje, že část účinků kavainu by mohla plynout z ovlivňování serotoninové, noradrenalinové a dopaminové signalizace. Popis mechanismů psychotropních, sedativních a anxiolytických účinků kavainu a podobných kavalaktonů není zcela vyřešen. K přímé vazbě na vazebná místa benzodiazepinu/flumazenilu na GABA-A receptoru u enantiomerů kavainu nedochází. Při mnoha studiích byly použity výtažky z různých částí rostlin, které mohou dávat jiné výsledky než samotný kavain. V roce 2016 se ukázalo, že se kavain váže na extrasynaptické α4β2δ GABAA receptory a navyšuje účinnost kyseliny gama-aminomáselné.
V jiné studii bylo zjištěno, že kavapyrony jsou slabými Na+ antagonisty a tak by mohly fungovat jako antiepileptika. Rovněž vykazují antagonistické vlastnosti vůči Ca2+ kanálům typu L a fungují jako pozitivní modulátory K+, díky čemuž mají podobné uklidňující působení jako lamotrigin.